# Piedra Parada, Zinacantán
Piedra Parada är en ort i Mexiko.   Den ligger i kommunen Zinacantán och delstaten Chiapas, i den sydöstra delen av landet, 700 km öster om huvudstaden Mexico City. Piedra Parada ligger 1 743 meter över havet och antalet invånare är 365.
Terrängen runt Piedra Parada är huvudsakligen kuperad, men västerut är den bergig. Runt Piedra Parada är det ganska tätbefolkat, med 54 invånare per kvadratkilometer. Närmaste större samhälle är Chiapa de Corzo, 18,7 km väster om Piedra Parada. I omgivningarna runt Piedra Parada växer huvudsakligen savannskog.